# Бисків
Бискі́в — село в Усть-Путильській сільській громаді Вижницького району Чернівецької області України.

## Населення

### Мова
Розподіл населення за рідною мовою за даними перепису 2001 року:
| Мова       | Кількість | Відсоток |
| ---------- | --------- | -------- |
| українська | 145       | 99.32%   |
| російська  | 1         | 0.68%    |
| Усього     | 146       | 100%     |

## Географія
Неподалік від села розташовані заповідні урочища «Товарниця» і «Павлюково».

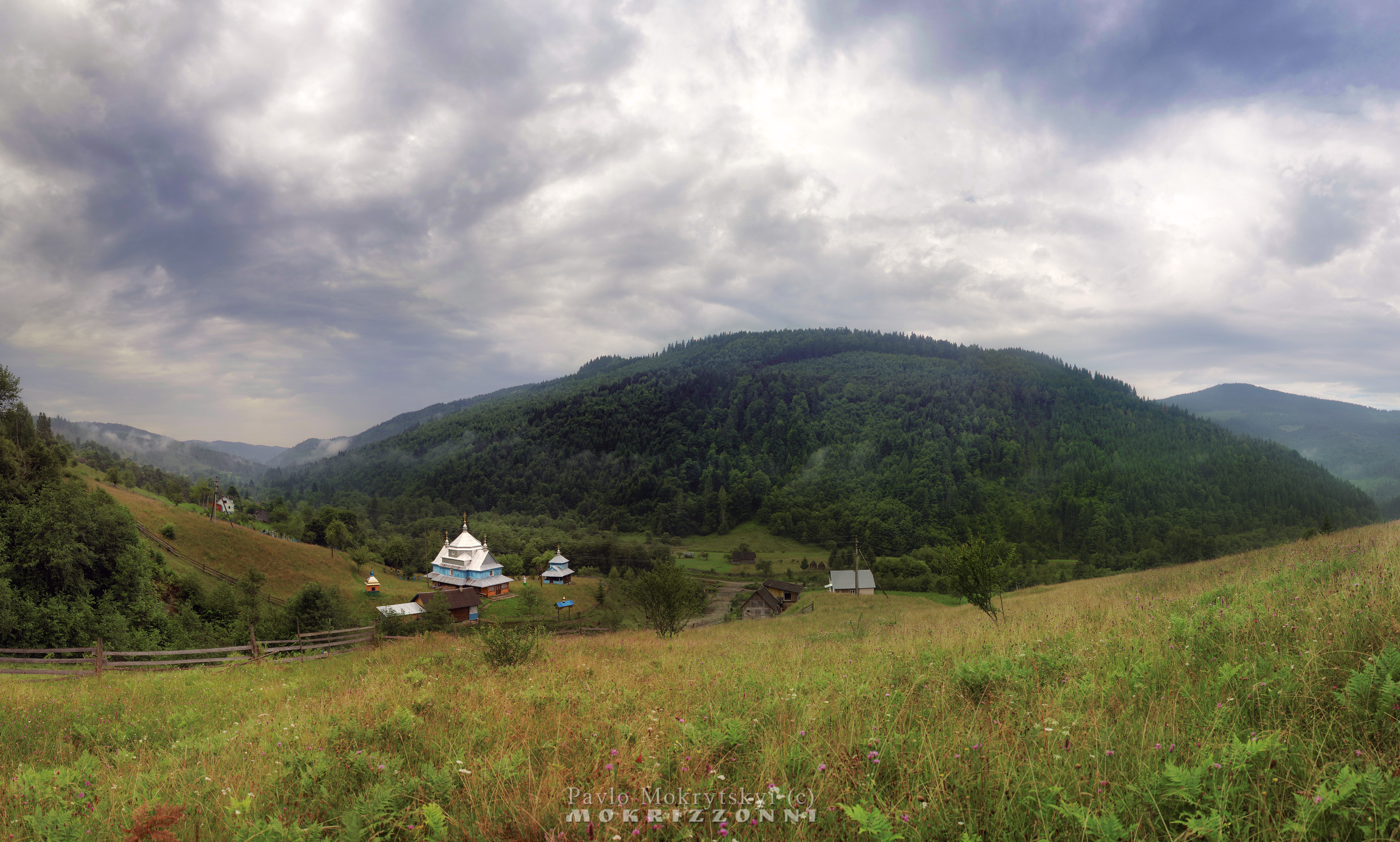
Панорама села Бисків (верхній) з-над церкви

| Україна | Це незавершена стаття з географії України. Ви можете допомогти проєкту, виправивши або дописавши її. |

1. ↑  Рідні мови в об'єднаних територіальних громадах України — Український центр суспільних даних